# Trygg-Hansa
Trygg-Hansa ist ein schwedischer Versicherer. Das Unternehmen mit Hauptsitz in Stockholm, das nach Verkauf der Lebensversicherungstochter 1997 ausschließlich das Sachversicherungsgeschäft betreibt, gehört seit Juni 2021 zur dänischen Versicherungsgruppe Tryg Forsikring.

## Geschichte

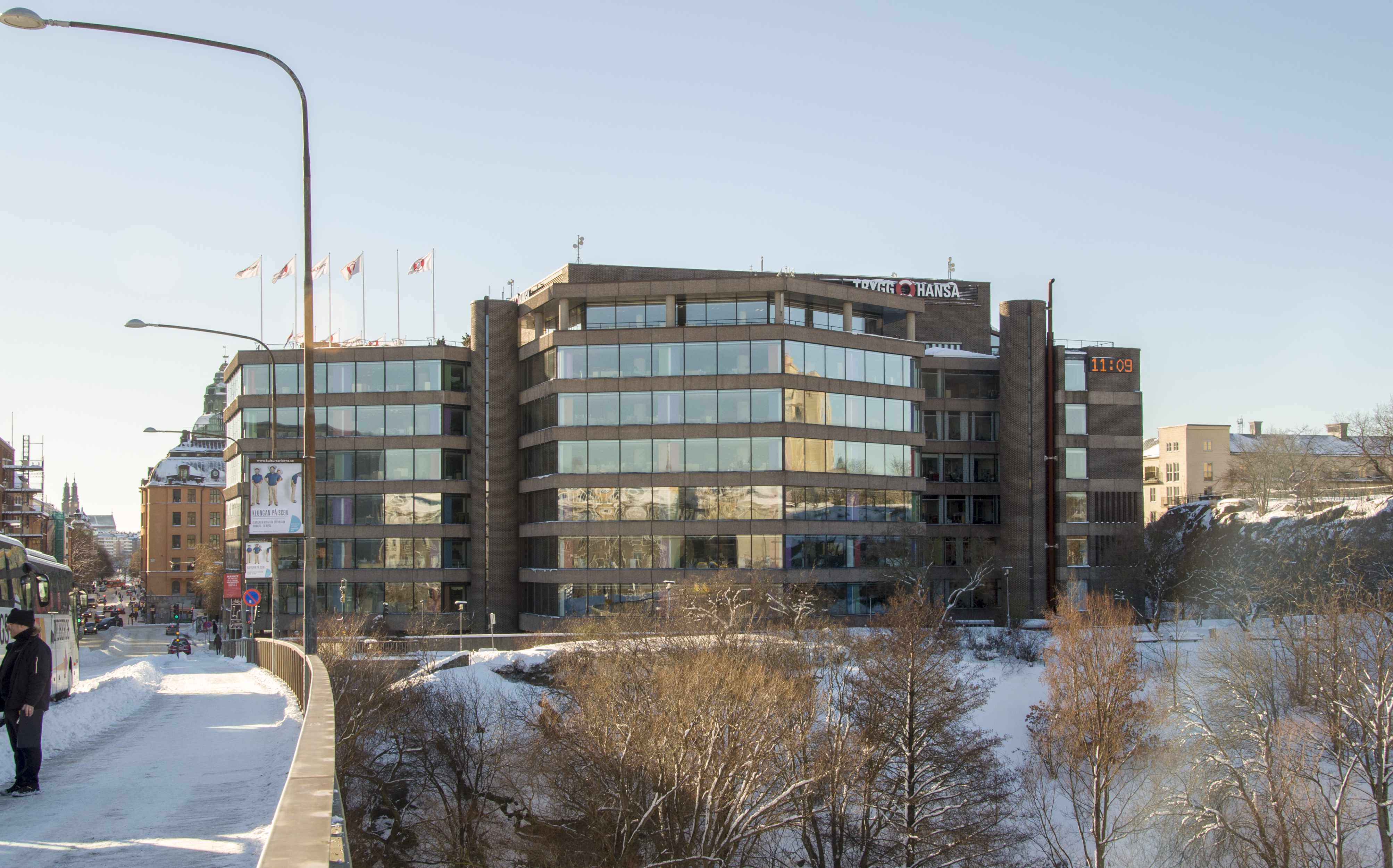
Stockholmer Firmenzentrale „Trygg-Hansa-huset“

Ältester Vorläufer des Unternehmens ist die 1828 gegründete Städernas almenna brandstodsbolag, 1905 wurde die Hansa Försäkrings AB gegründet. Im Laufe der Zeit übernahmen diese Unternehmen eine Reihe kleinere Versicherungsgesellschaften. 1965 schlossen sich die beiden Versicherer zusammen, in der Folge wurde das Unternehmen in Städernas Allmänna Försäkringbolag-Hansa umbenannt. 1899 wurde auf Initiative von Adolf af Jochnick, der später als Generaldirektor die staatliche Pensionseinrichtungen leitete, die Svenska Lifförsäkringsbolaget Trygg gegründet. 1971 entstand Trygg-Hansa als Fusion der beiden großen Versicherer, 1976 zog das Gemeinschaftsunternehmen in das von Anders Tengbom konzipierte Hauptgebäude im Stockholmer Stadtteil Kungsholmen.
Insbesondere zu Beginn der 1990er Jahre expandierte Trygg-Hansa national wie international und übernahm Anteile an der Svenska Personal-Pensionskassan, mit der sie zudem gemeinsam die Mehrheit an der 1990 aus der Fusion verschiedener Bankhäuser entstandenen Götabanken erwarb, und das US-amerikanische Unternehmen Home Insurance. Diese Engagements missglückten jedoch großteils – als Folge der schwedische Bankenkrise musste die Götabanken verstaatlicht (und später mit der Nordbanken verschmolzen) werden, Home Insurance wurde nach massiven Verlusten liquidiert. In der Folge kam es zu einigen Gesetzesänderungen bezüglich Finanzkonglomeraten und der Kapitalausstattung, daraufhin gründete das Unternehmen 1995 mit der Trygg-Banken ein eigenes Bankhaus. Die geänderte Gesetzeslage beförderte andererseits die Aktivitäten des schwedischen Finanzdienstleistungskonzerns Skandinaviska Enskilda Banken. Als einer der ersten Schritte einer in den folgenden Jahren sich auf Europa ausweitenden Expansionsphase wurde der Versicherer Trygg-Hansa 1997 übernommen. Der Lebensversicherer Trygg-Hansa Liv wurde in SEB Trygg Liv umbenannt, die Trygg-Banken fusionierte mit der Sesambanken. Zwei Jahre später kam es zu einer Transaktion mit dem dänischen Versicherer Codan, der Teil der britischen Versicherungsgruppe RSA Insurance Group ist: Trygg-Hansa wurde vom dänischen Unternehmen übernommen, das im Gegenzug sein dänisches Bankgeschäft an SEB veräußerte. 2006 wurde zusammen mit der norwegischen Sparebank1 die in einem Teil der skandinavischen Ländern tätige Versicherungsgesellschaft Tre Kronor gegründet. 2007 veräußerte Trygg-Hansa seinen Anteil an dem Unternehmen an den schwedischen Konkurrenten Folksam.
Im Januar 2021 kündigten Tryg Forsikring und der kanadische Versicherungskonzern Intact Financial ein gemeinsames Angebot für die RSA Insurance Group an. Dieses wurde von den Eigentümern des britischen Konzerns angenommen. Dabei übernahm Tryg mit Wirken vom 1. Juni das norwegische und schwedische Geschäft des britischen Versicherers, das damit insbesondere auch Trygg-Hansa umfasste. Als Folge der Übernahme sollen die seit 2009 in Besitz der Tryg befindliche schwedische Versicherungsgruppe Moderna Försäkringar, Nummer 5 auf dem schwedischen Markt, und Trygg-Hansa, zum Zeitpunkt der Übernahme viertgrößter Marktteilnehmer auf dem schwedischen Markt nach Länsförsäkringar, If Skadeförsäkring und Folksam, 2022 zu einem gemeinsamen Unternehmen fusionieren, der Zusammenschluss soll voraussichtlich 2024 vollständig abgeschlossen sein.  Die zusammengelegte Versicherungsgruppe würde auf den zweiten Platz aufrücken.